# Tyrrell P34
Болид Tyrrell P34 (англ. Project 34) также известный как «шестиколесный» (англ. six-wheeler) — спортивный автомобиль, разработанный для участия в Чемпионате мира по автогонкам в классе Формула-1 конструктором Дереком Гарднером. Болид был разработан и построен для участия в сезоне 1976 года.

## Конструкция

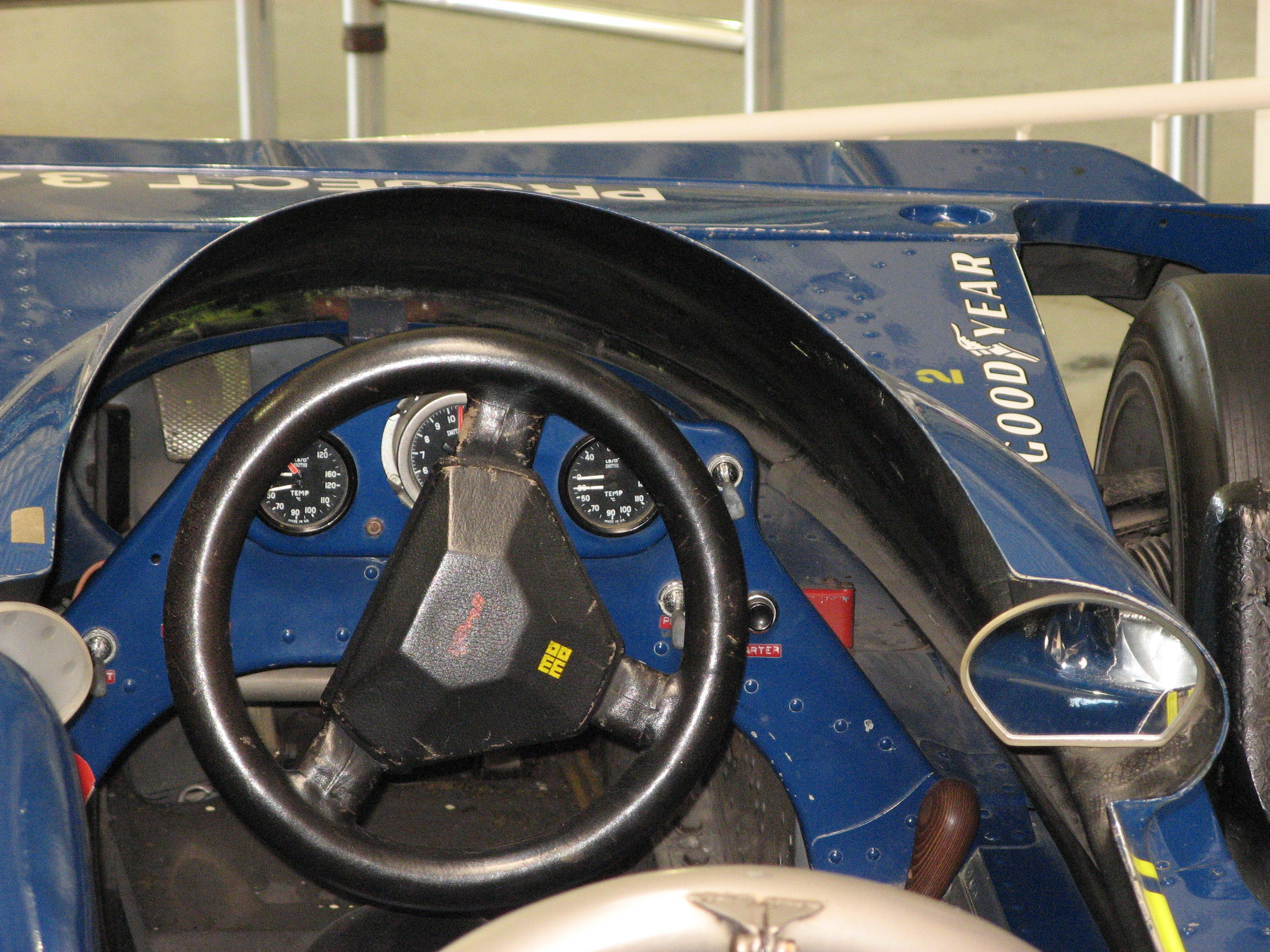
Кокпит Tyrrell P34

Для автомобиля были специально разработаны особо малые 10-дюймовые колеса, которые устанавливались спереди. Колея передних колёс выбрана такой, чтобы шины не выступали за лобовой обтекатель. Задние колеса были обычного размера. По замыслу создателей, маленькие колеса были призваны уменьшить лобовое сопротивление больших передних колес. Вторая пара передних колёс была призвана увеличить пятно контакта и обеспечить необходимые тормозные качества (диаметр тормозных дисков определяется размерами колёсного обода). Рулевой привод обеспечивал поворот первой и второй пары колёс на одинаковые углы.
В 1977 году Tyrrell P34 был изменён — P34B стал шире и тяжелее.

## История гонок

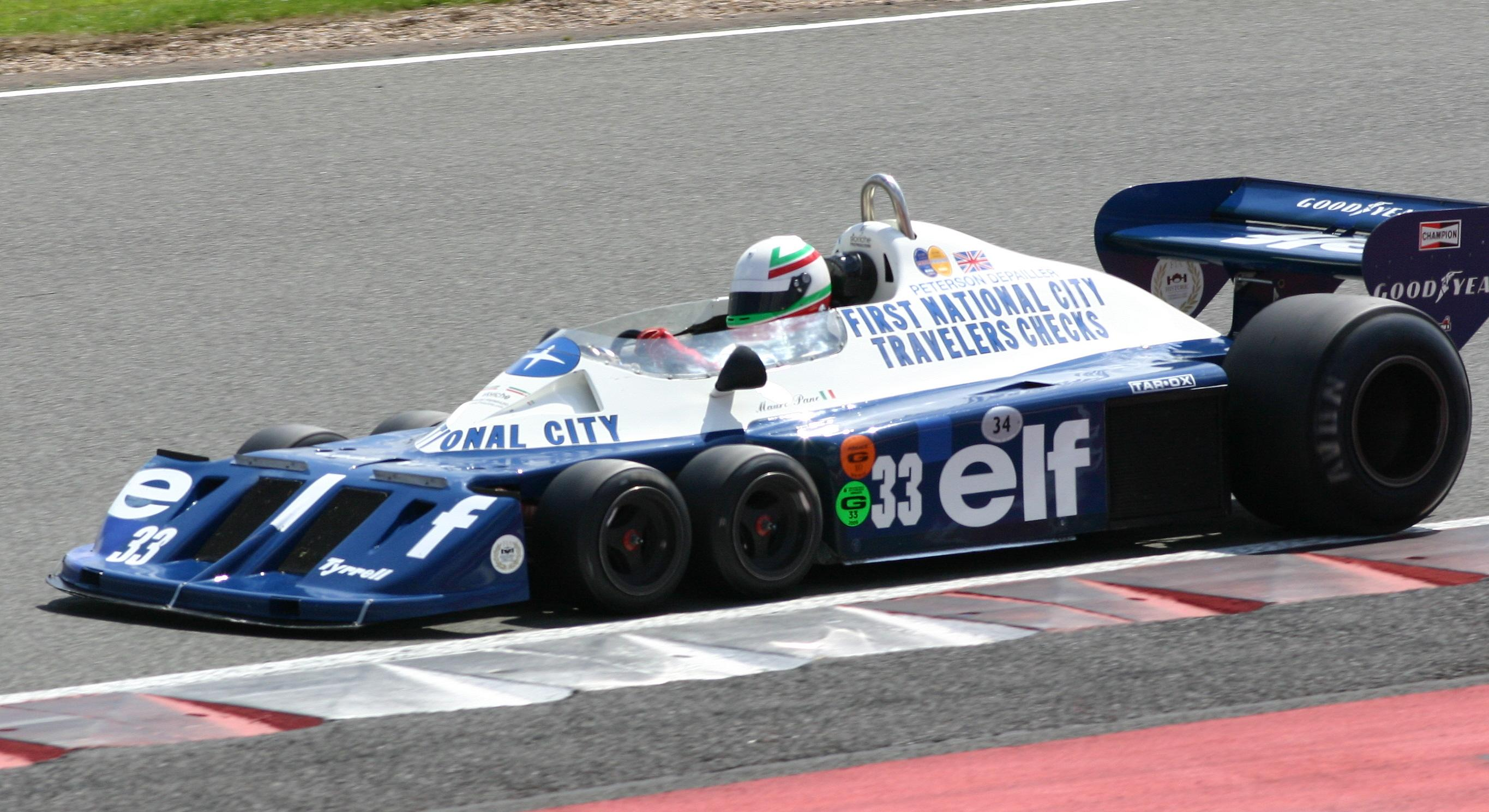
Tyrrell P34B 1977 года на Фестивале скорости в Гудвуде, 2008 год.

Шестиколесные болиды показали весьма неплохие результаты, хотя явного преимущества над четырёхколесными не имели. По итогам сезона 1976 года Джоди Шектер занял третье место с 49 очками, уступив чемпиону Джеймсу Ханту 20 очков. Патрик Депайе занял 4-е место проиграв ещё 10 очков чемпиону.
Наибольшего успеха гонщики на Tyrrell P34 смогли добиться на Гран-при Швеции 1976 года, когда пилоты Джоди Шектер и Патрик Депайе принесли команде Tyrrell «золотой дубль». Всего за два года выступления Tyrell P34 (1976—1977) гонщики Джоди Шектер, Патрик Депайе и Ронни Петерсон одержали одну победу, заняли девять вторых и четыре третьих места.

## Аналоги

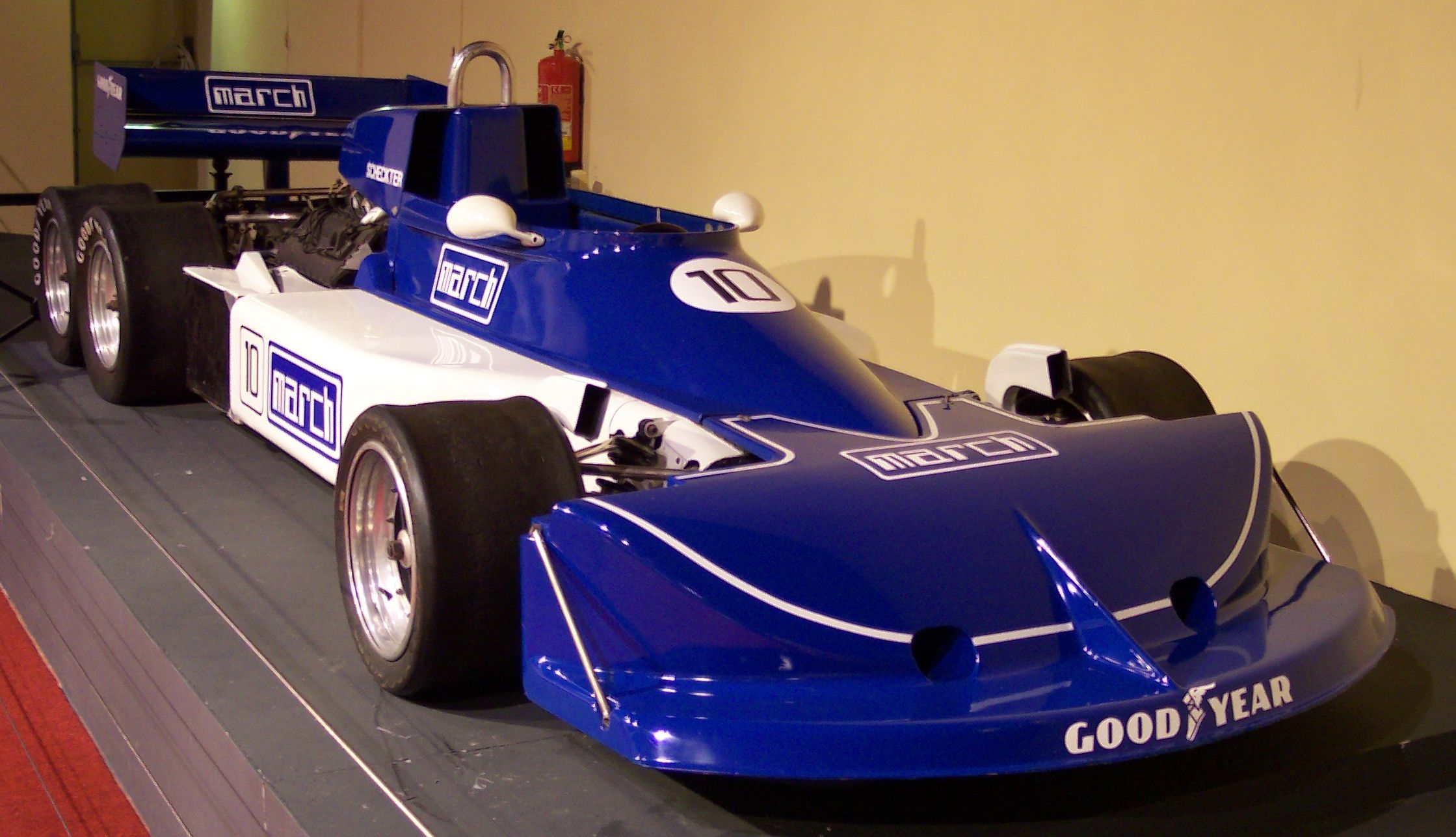
Аналог Tyrrell P34 — опытный образец March 2-4-0.

Работу над шестиколесными автомобилями проводили и другие команды Формулы-1: Ferrari, Williams и March, однако разработки этих команд не принимали участия в Гран-при.
В настоящее время, по правилам Международной автомобильной федерации (FIA), участие в гонках автомобилей с числом колес, не равным четырём, не допускается.

## Результаты в гонках
| Год  | Шасси       | Двигатель             | Шины | Пилоты   | 1    | 2    | 3    | 4    | 5    | 6    | 7   | 8    | 9    | 10   | 11   | 12  | 13   | 14   | 15   | 16   | 17   | Место | Очки |
| ---- | ----------- | --------------------- | ---- | -------- | ---- | ---- | ---- | ---- | ---- | ---- | --- | ---- | ---- | ---- | ---- | --- | ---- | ---- | ---- | ---- | ---- | ----- | ---- |
| 1976 | Tyrrell P34 | Ford Cosworth DFV 3,0 | G    |          | БРА  | ЮАР  | СШЗ  | ИСП  | БЕЛ  | МОН  | ШВЕ | ФРА  | ВЕЛ  | ГЕР  | АВТ  | НИД | ИТА  | КАН  | США  | ЯПО  |      | 3     | 71   |
| 1976 | Tyrrell P34 | Ford Cosworth DFV 3,0 | G    | Шектер   |      |      |      |      | 4    | 2    | 1   | 6    | 2    | 2    | Сход | 5   | 5    | 4    | 2    | Сход |      | 3     | 71   |
| 1976 | Tyrrell P34 | Ford Cosworth DFV 3,0 | G    | Депайе   |      |      |      | Сход | Сход | 3    | 2   | 2    | Сход | Сход | Сход | 7   | 6    | 2    | Сход | 2    |      | 3     | 71   |
| 1977 | Tyrrell P34 | Ford Cosworth DFV 3,0 | G    |          | АРГ  | БРА  | ЮАР  | СШЗ  | ИСП  | МОН  | БЕЛ | ШВЕ  | ФРА  | ВЕЛ  | ГЕР  | АВТ | НИД  | ИТА  | США  | КАН  | ЯПО  | 5     | 27   |
| 1977 | Tyrrell P34 | Ford Cosworth DFV 3,0 | G    | Петерсон | Сход | Сход | Сход | Сход | 8    | Сход | 3   | Сход | 12   | Сход | 9    | 5   | Сход | 6    | 16   | Сход | Сход | 5     | 27   |
| 1977 | Tyrrell P34 | Ford Cosworth DFV 3,0 | G    | Депайе   | Сход | Сход | 3    | 4    | Сход | Сход | 8   | 4    | Сход | Сход | Сход | 13  | Сход | Сход | 14   | 2    | 3    | 5     | 27   |

| Легенда к таблице |                                                                    |
| --- | ------------------------------------------------------------------ |
| В таблице перечислены результаты всех Гран-при Формулы-1, в которых использовался автомобиль. Строками таблицы являются сезоны, столбцами — этапы чемпионата мира. В каждой клетке указаны сокращённое название этапа и результат, дополнительно обозначенный цветом. Расшифровка обозначений и цветов представлена в нижеследующей таблице. |                                                                    |
| \| Пример \| Описание \| \| ------------ \| ------------------------------------------------------------------ \| \| 1 \| Победитель \| \| 2 \| Второе место \| \| 3 \| Третье место \| \| 5 \| Финишировал, заработав очки \| \| Сход \| Не финишировал, но при этом заработал очки \| \| 12 \| Финишировал, не получив очков \| \| НКЛ \| Финишировал, но не попал в финальную классификацию \| \| 15 \| Участвовал вне зачёта, либо по отдельной классификации \| \| 18 \| Не финишировал, но попал в финальную классификацию \| \| Сход \| Не финишировал \| \| НКВ \| Не прошёл квалификацию \| \| НПКВ \| Не прошёл предквалификацию \| \| ДСК \| Дисквалифицирован \| \| ИСК \| Исключён из протокола соревнований \| \| ТТ \| Заявлен для участия только в тренировках \| \| НС \| Участвовал в квалификации, но не стартовал в гонке \| \| Т \| Травмирован или болен \| \| ОТК \| Отказ от участия \| \| НТР \| Прибыл на соревнования, но на трассу не выезжал \| \| НПР \| Был заявлен в числе участников, но не прибыл к началу соревнований \| \| О \| Соревнования отменены \| \| \| Не участвовал \| \| Поул-позиция \| \| \| Быстрый круг \| \| |                                                                    |
| Пример | Описание                                                           |
| 1 | Победитель                                                         |
| 2 | Второе место                                                       |
| 3 | Третье место                                                       |
| 5 | Финишировал, заработав очки                                        |
| Сход | Не финишировал, но при этом заработал очки                         |
| 12 | Финишировал, не получив очков                                      |
| НКЛ | Финишировал, но не попал в финальную классификацию                 |
| 15 | Участвовал вне зачёта, либо по отдельной классификации             |
| 18 | Не финишировал, но попал в финальную классификацию                 |
| Сход | Не финишировал                                                     |
| НКВ | Не прошёл квалификацию                                             |
| НПКВ | Не прошёл предквалификацию                                         |
| ДСК | Дисквалифицирован                                                  |
| ИСК | Исключён из протокола соревнований                                 |
| ТТ | Заявлен для участия только в тренировках                           |
| НС | Участвовал в квалификации, но не стартовал в гонке                 |
| Т | Травмирован или болен                                              |
| ОТК | Отказ от участия                                                   |
| НТР | Прибыл на соревнования, но на трассу не выезжал                    |
| НПР | Был заявлен в числе участников, но не прибыл к началу соревнований |
| О | Соревнования отменены                                              |
| | Не участвовал                                                      |
| Поул-позиция |                                                                    |
| Быстрый круг |                                                                    |